# Goździk piaskowy

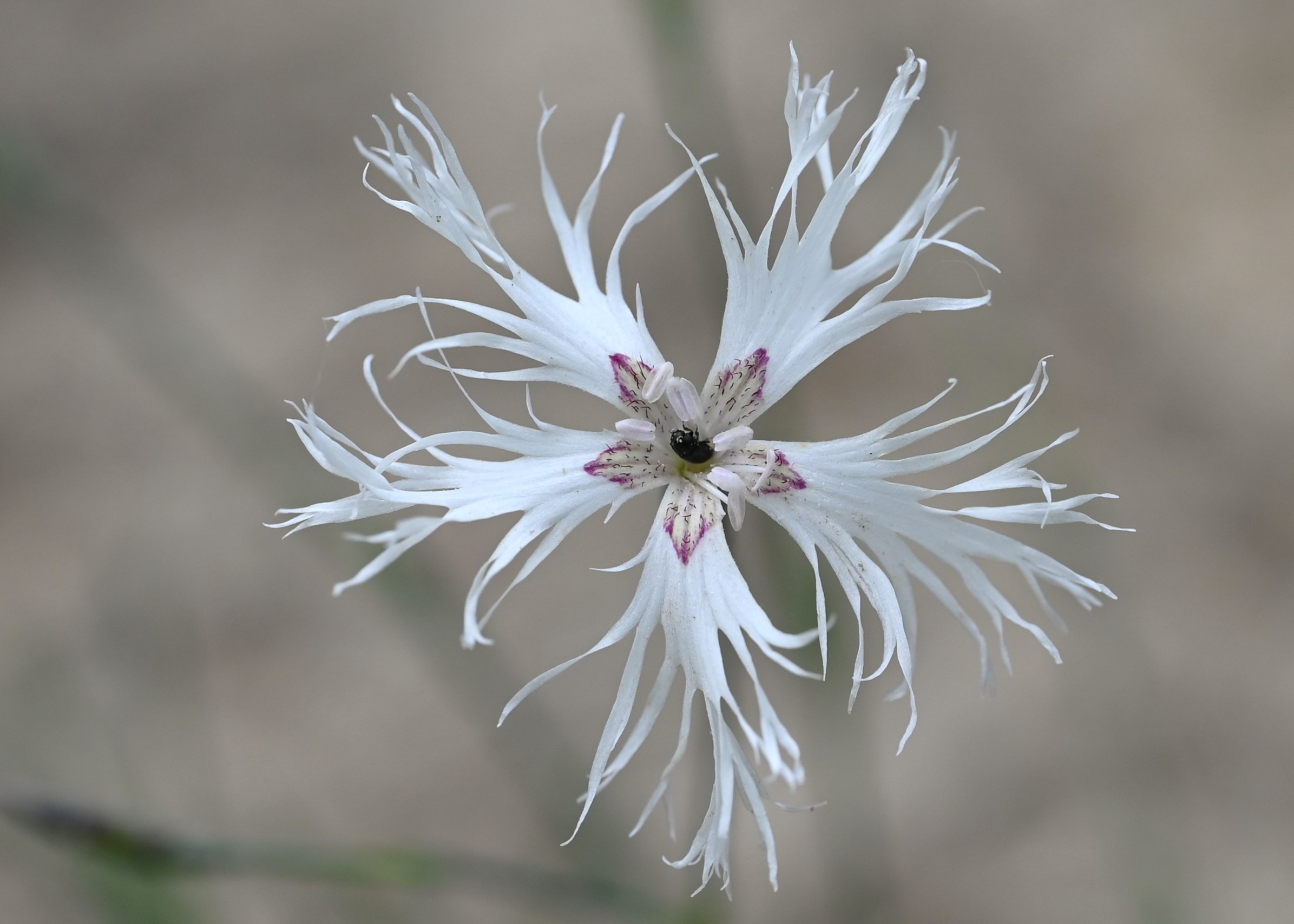
Kwiat

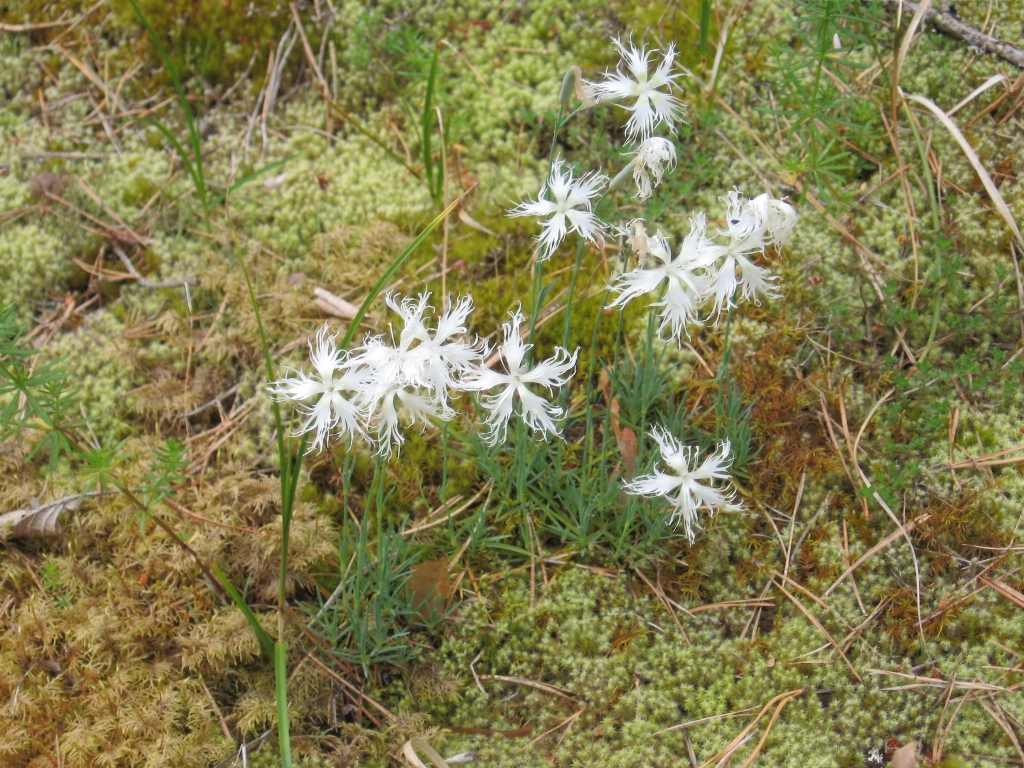
Siedlisko, Estonia

Goździk piaskowy (Dianthus arenarius L.) – gatunek rośliny należący do rodziny goździkowatych. Występuje w środkowo-wschodniej oraz północnej Europie. Przez Polskę przebiega południowo-zachodnia granica jego występowania. W północno-wschodniej części kraju jest dość pospolity.

## Morfologia
PokrójRoślina darniowa o wysokości 20–40 cm. Od innych gatunków goździków różni się brakiem siwego owoszczenia.
ŁodygaWzniesiona, naga, prosta i rozgałęziająca się. Tworzy kolanka, z których wyrastają liście.
LiścieUlistnienie naprzeciwległe. Liście równowąskolancetowate, całobrzegie, przeważnie tępo zakończone, bez przylistków, o szerokości 0,5–1 mm i długości 2–5 cm, 3–5 nerwowe. Są zrośnięte nasadami w krótką pochewkę.
KwiatyW liczbie przeważnie kilku wyrastają na szczytach rozgałęzionej łodygi. Kielich sztywny, długości 20–25 mm i szerokości 2–3 mm, o lancetowatotrójkątnych działkach tworzących rurkę. 5 płatków korony o kolorze przeważnie białym (wyjątkowo różowym), postrzępionych głębiej niż do 1/2 długości. Słupek z 2 szyjkami.
OwocTorebka otwierająca się 4 ząbkami. Nasiona miseczkowate.

## Biologia i ekologia
Bylina, chamefit i hemikryptofit. Przedprątne kwiaty kwitną od czerwca do sierpnia, zapylane są przeważnie przez motyle. Podczas kwitnienia pachną. Porasta suche lasy, łąki, wydmy. Najczęściej występuje w murawach piaskowych i murawach kserotermicznych, ale spotyka się go również w sosnowych borach i dąbrowach, na wrzosowiskach, przydrożach, skarpach kolejowych. Preferuje miejsca suche. Liczba chromosomów 2n= 60.

## Zmienność
W Polsce dziko rosną 2 podgatunki:
- Dianthus arenarius L. subsp. borussicus (Vierh.) Kleopov. – gatunek charakterystyczny dla związku (All.) Koelerion glaucae i Ass. Festuco-Koelerietum glaucae. Występuje od północnej, przez środkową i wschodnią do południowej Europy[3].
- Dianthus arenarius L. subsp. arenarius – podgatunek typowy, występuje w północnej części kraju. Gatunek charakterystyczny dla Ass. Dianthoarenarii-Festucetum polesicae[6]. Podawany z południa Szwecji[3].

Ponadto wyróżniane są:
- Dianthus arenarius L. subsp. pseudoserotinus (Zapal.) Tutin (syn. Dianthus serotinus var. pseudoserotinus Zapal.) – występuje na zachodzie Ukrainy,
- Dianthus arenarius L. subsp. pseudosquarrosus  (Novák) Kleopow – występuje na Białorusi i Ukrainie.

Goździk piaskowy tworzy mieszańce z goździkiem kartuzkiem i goździkiem kropkowanym.

## Zagrożenia i ochrona
Roślina objęta w Polsce ochroną gatunkową. W latach 1983–2014 znajdowała się pod ochroną ścisłą, a od 2014 roku podlega ochronie częściowej. Nie jest zagrożona. Umieszczona na polskiej czerwonej liście w kategorii NT (bliski zagrożenia).